# Hospitalia oberthuri
Hospitalia oberthuri là một loài bướm đêm trong họ Geometridae.